# Drăgănești-Vlașca
Drăgănești-Vlașca is een Roemeense gemeente in het district Teleorman.
Drăgănești-Vlașca telt 4353 inwoners.